# Consul holocrates
Consul holocrates är en fjärilsart som beskrevs av Hahnel 1890. Consul holocrates ingår i släktet Consul och familjen praktfjärilar. Inga underarter finns listade i Catalogue of Life.